# Epístolas do Plano Divino
Epístolas do Plano Divino refere-se a coletânea de 14 cartas (epístolas) escritas entre setembro de 1916 e março de 1917 por `Abdu'l-Bahá, para os Bahá'ís dos Estados Unidos e Canadá.
Nessas Epístolas, `Abdu'l-Bahá mencionou cerca de 120 territórios e ilhas, aos quais a mensagem de Bahá'u'lláh deveria ser levada. Quando as Epístolas foram reveladas, os bahá'ís residiam em apenas 35 países e a Ordem Administrativa estava ainda no início de seu desenvolvimento.